# Chimparty
Chimparty ist ein vom dänischen Entwicklerstudio NapNok Games exklusiv für die PlayStation 4 entwickeltes Partyspiel für bis zu vier Mitspieler. Das Videospiel ist Teil der PlayLink-Reihe, bei dem nicht der Controller, sondern ein Smartphone oder ein Tabletcomputer mit Android- oder iOS-Betriebssystem als Eingabegerät genutzt wird.  Chimparty  erschien weltweit am 14. November 2018. Der Herausgeber ist Sony Interactive Entertainment.

## Voraussetzungen
Neben dem Download oder dem Kauf einer physischen Version des Spiels für die PlayStation 4, ist die Installation einer zusätzlichen App erforderlich, die kostenlos im Google Play Store für Android-Betriebssysteme respektive im App Store für Geräte mit iOS-Betriebssystem zur Verfügung steht. Zudem ist es eine notwendige technische Voraussetzung, dass sich alle Geräte im selben WLAN-Netz befinden, damit die Kommunikation zwischen der Spielkonsole und den mobilen Geräten ermöglicht wird. Ist eine drahtlose Verbindung nicht gegeben, kann ein Wi-Fi-Hotspot seitens der PlayStation 4 aufgebaut werden, der die Einbindung der Mobilgeräte erlaubt.

## Spielablauf
Es handelt sich bei Chimparty um eine Minispielsammlung, bei der bis zu vier Spieler gegeneinander antreten. Jeder Mitspieler wählt zunächst als Avatar einen Cartoon-Affen, der sich mit einem Selfie und Kleidungsstücken individualisieren lässt. Im zentralen Brettspiel-Modus rücken die Spieler entsprechend der in den Minispielen gesammelten Punkte auf den Feldern vor. Wer zuerst das Ziel, ein Sofa, erreicht, ist Sieger einer Spielrunde, die durchschnittlich etwa 20 Minuten dauert. Die Spielbretter nutzen als Kulisse dabei fünf verschiedene Themenwelten: Dschungel, Spuk, Pirat, Zauberer und Alien. Insgesamt beinhaltet das Spiel 90 unterschiedliche Minispiele, unter anderem Laufbandterror, bei dem die Spieler über einen Hindernisparcours laufen und dabei Bananen einsammeln muss oder Volleygaudi, einer humorvollen Volleyball-Variante.

### Spielmodi
Eine Liste der unterschiedlichen Spielmodi.
| Name                   | Anzahl der Spieler | Ablauf |
| ---------------------- | ------------------ | --- |
| Brettspiel-Modus       | 2-4                | Der Spieler, welcher auf dem interaktiven Spielbrett als erstes das Ziel erreicht, gewinnt die Runde.                                               |
| Blitzmodus             | 1-4                | Der Blitzmodus, auch Zufallsmodus genannt, besteht aus einer Aneinanderreihung von zufälligen Minispielen ohne Erklärung und ohne Pause dazwischen. |
| Überlebensmodus        | 1                  | Der Spieler wird von einem Orang-Utan gejagt und soll Herausforderungen bestehen, um zu entkommen.                                                  |
| Personalisierter Modus | 1-4                | Aus den verfügbaren Minispielen können die Spieler eine individuelle Auswahl treffen.                                                               |

## Rezeption
Die Kritiken zur Veröffentlichung des Spiels waren gemischt. Bei Metacritic erlangt Chimparty eine Bewertung von 62/100 Punkten, basierend auf 13 Kritiken der internationalen Fachpresse. In den Bewertungen der Fachpresse wird die einfache Bedienung mittels Smartphone oder Tabletcomputer, die humorvolle Präsentation sowie die Familientauglichkeit und Einbeziehung von Kindern hervorgehoben. Die fehlende Langzeitmotivation, bedingt durch die häufige Wiederholung der Spielmechaniken, und die simplen Minispiele werden kritisch angemerkt.

„Selbst die schlechteren Teile der Mario Party Reihe kann Chimparty leider nicht wirklich herausfordern. Dafür fehlt es nicht nur an Spieltiefe in den Minispielen, selbige sind sich auch zu ähnlich bzw. oft nur Abwandlungen und Variationen. Für einige Runden mit guten Freunden macht Chimparty aber dennoch Spaß. Es bedarf keiner langen Einführungen in die Steuerung und ein Handy hat sowieso jeder heutzutage zur Hand. Wer also wirklich nach Partyspielen für die Playstation sucht, der kann einen Blick riskieren.“

„Wenn man nach einem Partyspiel sucht, welches man auch mit seinen Kindern spielen kann und intuitives Gameplay bietet, macht man mit Chimparty sicherlich nichts falsch. Erwachsene Spieler können an diesem affigen Spiel getrost dran vorbei gehen. Für Kids ein sicherlich spaßiges Miteinander.“